# Salesforce Marketing Cloud
Salesforce Marketing Cloud es un proveedor de software y servicios de análisis y automatización de marketing digital. Fue fundada en 2000 bajo el nombre ExactTarget. La compañía solicitó una OPV en 2007, pero retiró su presentación dos años más tarde y recaudó $ 145 millones en fondos. Adquirió CoTweet, Pardot, iGoDigital y Keymail Marketing. En 2012, recaudó $ 161.5 millones en una oferta pública inicial, antes de ser adquirida por Salesforce por $ 2.5 mil millones en 2013. ExactTarget cambió su nombre a Salesforce Marketing Cloud en 2014 después de la adquisición por Salesforce.

## Historia corporativa
Salesforce Marketing Cloud fue fundada bajo el nombre de ExactTarget a fines del 2000 por Scott Dorsey, Chris Baggott y Peter McCormick con un financiamiento de $ 200,000. Joanna Milliken se unió a ExactTarget como la primera empleada en 2001. Recaudó $ 10.5 millones en fondos de Insight Venture Partners en 2004. La firma creció de $ 11.5 millones en su segundo año de operaciones a $ 41.1 millones en 2006, que fue su primer año rentable. En diciembre de 2007, ExactTarget presentó una intención de una oferta pública inicial ante la Comisión de Bolsa de Valores pero retiró su presentación en mayo de 2009. En su lugar, anunció que se habían recaudado $ 70 millones en fondos de riesgo para la expansión internacional, lo que fue seguido por otros $ 75 millones más tarde ese mismo año. Se estableció una oficina en Londres con la adquisición de un distribuidor ExactTarget con sede en el Reino Unido, Keymail Marketing, en septiembre de 2009.  La empresa contrató a 200 empleados adicionales. En 2010, ExactTarget adquirió CoTweet, una compañía fundada en 2008 que desarrolla y comercializa software para administrar múltiples cuentas de Twitter.
ExactTarget salió a bolsa en marzo de 2012 y recaudó $ 161.5 millones en fondos en la Bolsa de Nueva York. A finales de 2012, adquirió un proveedor de automatización de marketing, Pardot, por $ 96 millones, y los desarrolladores de un motor de recomendación de productos, iGoDigital, por $ 21 millones. En 2012, sus ingresos crecieron un 40 por ciento con respecto al año anterior. En junio siguiente, ExactTarget fue adquirido por salesforce.com por $ 2.5 mil millones. Unos meses más tarde, salesforce.com dijo que estaba despidiendo a 200 empleados debido a solapamientos después de la adquisición de ExactTarget. En septiembre, en la conferencia ExactTarget Connections, salesforce.com dijo que estaba integrando ExactTarget en una nueva división llamada Salesforce ExactTarget Marketing Cloud.
En mayo de 2014, Scott Dorsey dejó el cargo de CEO de ExactTarget y fue reemplazado por Scott McCorkle. La compañía cambió su nombre en octubre de 2014 a "Salesforce Marketing Cloud", eliminando "ExactTarget" de su nombre, como parte de su integración con Salesforce.

## Software y servicios
Salesforce Marketing Cloud desarrolla software de análisis y automatización de marketing para correo electrónico, móvil, social y marketing en línea.  También ofrece servicios de consultoría e implementación. El software se vende principalmente en una suscripción de varios años.  El precio de la suscripción se basa en las funciones habilitadas, la cantidad de usuarios y el nivel de servicio al cliente.
El Interactive Marketing Hub del software se lanzó en 2010, cuando se volvió a hacer la interfaz de usuario del software.  Sirve como la interfaz de usuario principal del software para administrar las comunicaciones y el contenido a través de diferentes medios. El software Salesforce Marketing Cloud se ofrece en un modelo alojado de suscripción en línea. La empresa es propietaria de las herramientas CoTweet, Pardot e iGoDigital. Sus características móviles, así como muchas de sus herramientas de flujo de trabajo y colaboración, se lanzaron en julio de 2013.
Salesforce Marketing Cloud fue fundada como un proveedor de marketing por correo electrónico. Su software de administración de correo electrónico mantiene listas de correo y horarios y modifica los mensajes de correo electrónico en función de lo que los destinatarios leen, hacen clic o reenvían.
En septiembre de 2014, la compañía presentó el Journey Builder para aplicaciones, que está destinado a crear mapas del ciclo de vida de los clientes de los usuarios de aplicaciones móviles. Ese mes, en la conferencia ExactTarget Connections de septiembre de 2014, anunciaron numerosas actualizaciones de su software.  Esto incluyó la integración con productos de software propiedad de Salesforce.com, como Buddy Media y Social Studio, así como mejoras en las herramientas de flujo de trabajo y administración de contenido.
En noviembre de 2014 la compañía lanzó una nueva versión de Social Studio.  Esta versión amplió Social Studio más allá de Marketing Cloud de Salesforce, donde comenzó, integrándolo con Service Cloud y Sales Cloud.  Esto permitió el envío de clientes potenciales a Sales Cloud: el vendedor puede ver el contexto completo de las interacciones de las redes sociales con el cliente potencial. Marketing Cloud se enfoca en los consumidores y los involucra a través de los canales para brindar una experiencia personalizada.  Se está desarrollando rápidamente, hay 4 lanzamientos de Marketing Cloud por año.  Las recientes notas de la versión de Marketing Cloud
Marketing Cloud Connect integra los datos de Sales Cloud, App Cloud o Service Cloud para habilitar campañas específicas.  Todos los datos de todo el ecosistema de Salesforce están disponibles dentro de Marketing Cloud.  Esto incluye informes y objetos de transferencia, como contactos, clientes potenciales y campañas.  El conector incluye características como la integración del generador de viajes, la sincronización, las segmentaciones y los envíos activados / guiados, para hacer que los datos de Salesforce CRM sean más accesibles.
En 2019 la compañía anunció su intención de adquirir la empresa de comunicaciones por internet Slack por un importe 27.700 millones de dólares, lo que la connvertía en la segunda adquisición de empresas tecnológicas más cara de la historia. 

## Operaciones
A diciembre de 2012, aproximadamente dos tercios de los 1,500 empleados de ExactTarget estaban ubicados en Indianápolis.
La compañía organiza una conferencia anual para usuarios llamada Salesforce Connections, anteriormente conocida como el evento ExactTarget Connections. El primer evento de Connections en 2007 atrajo a 500 asistentes, y desde entonces se ha convertido en una de las conferencias más grandes sobre marketing digital.  El evento se realizó en Indianápolis desde 2007 hasta 2014, la ciudad de Nueva York en 2015 y Atlanta en 2016.  No ocurrió en 2017, ya que se fusionó con giras mundiales y se trajo de vuelta a Chicago en 2018. A partir del 28 de abril de 2016, la conferencia pasó a llamarse Salesforce Connections. Se fusionó con Salesforce World Tour en 2017.